# Chapelle de l'ordre de Malte
La chapelle de l'ordre de Malte (Мальтийская капелла) est une ancienne chapelle catholique construite pour les chevaliers de l'ordre de Saint-Jean de Jérusalem par Giacomo Quarenghi en 1800, sur ordre de l'empereur Paul Ier de Russie. Elle se trouve dans l'ensemble architectural du palais Vorontsov à Saint-Pétersbourg qui abrite aujourd'hui l'Académie militaire Souvorov.
L'extérieur orné de colonnes présente un fronton classique entouré de colonnes. L'intérieur de la chapelle est de style néo-classique avec une colonnade de l'ordre corinthien imitant le marbre.
La chapelle a été restaurée pour le tricentenaire de la ville en 2003.

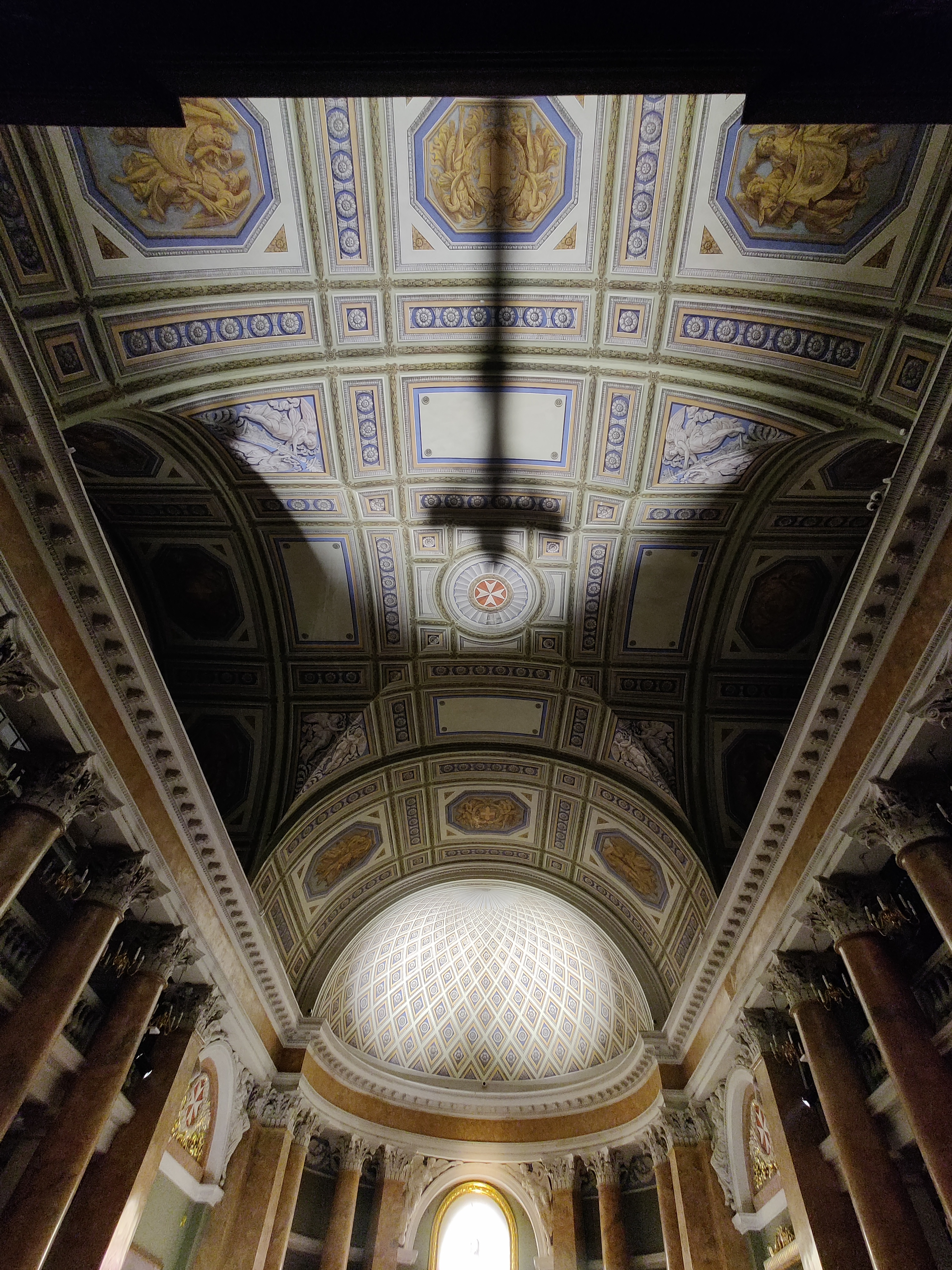
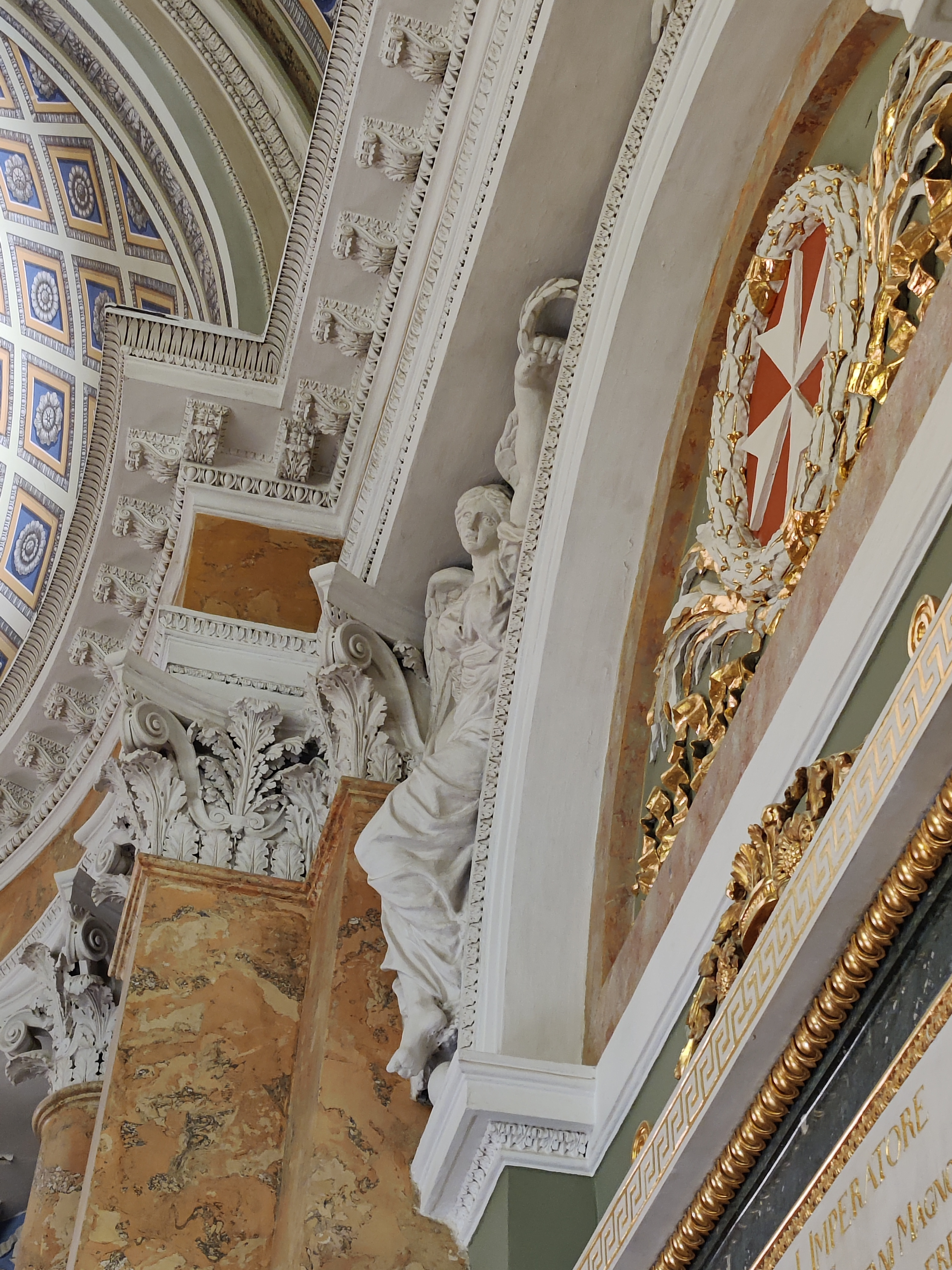
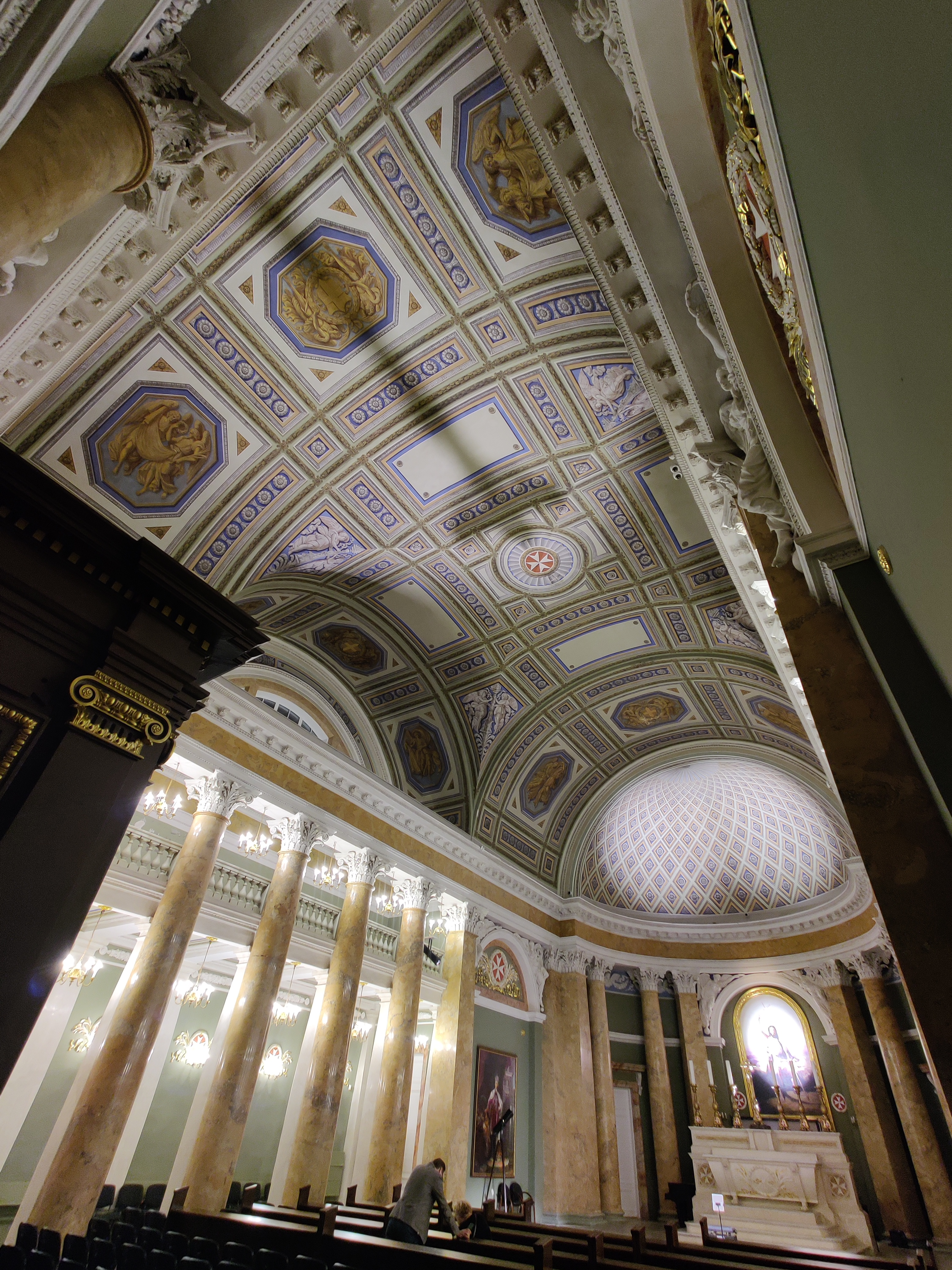
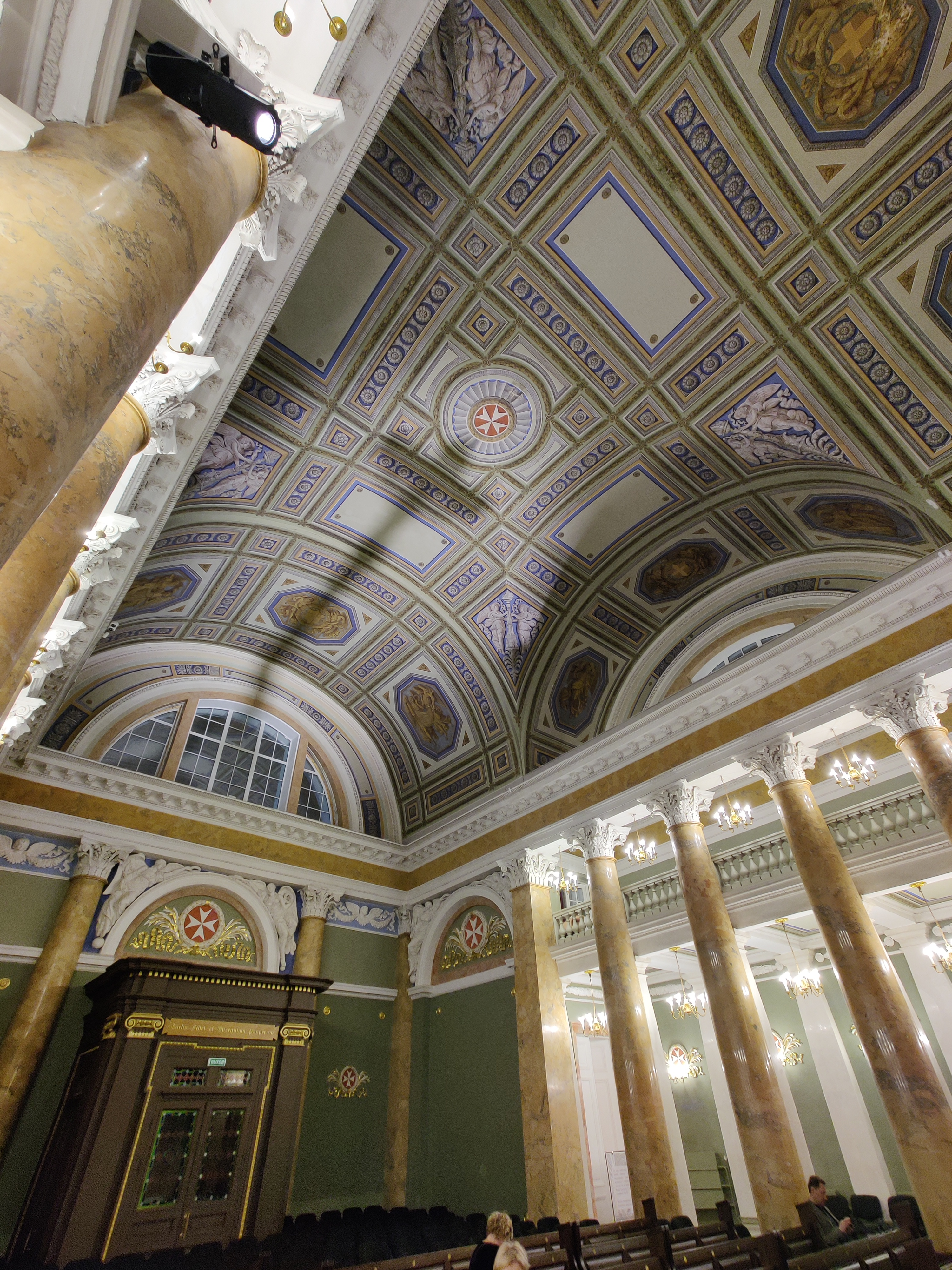
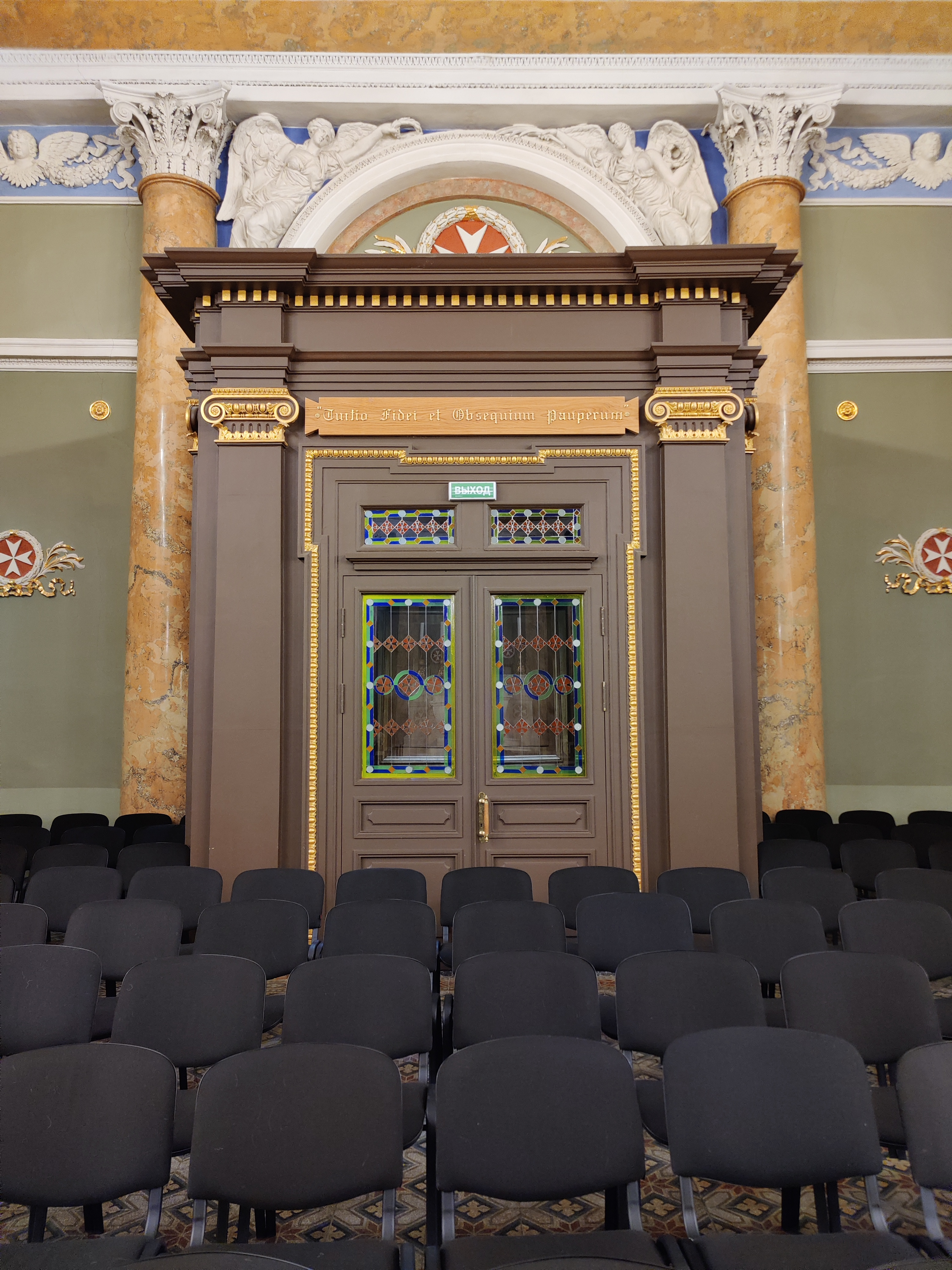
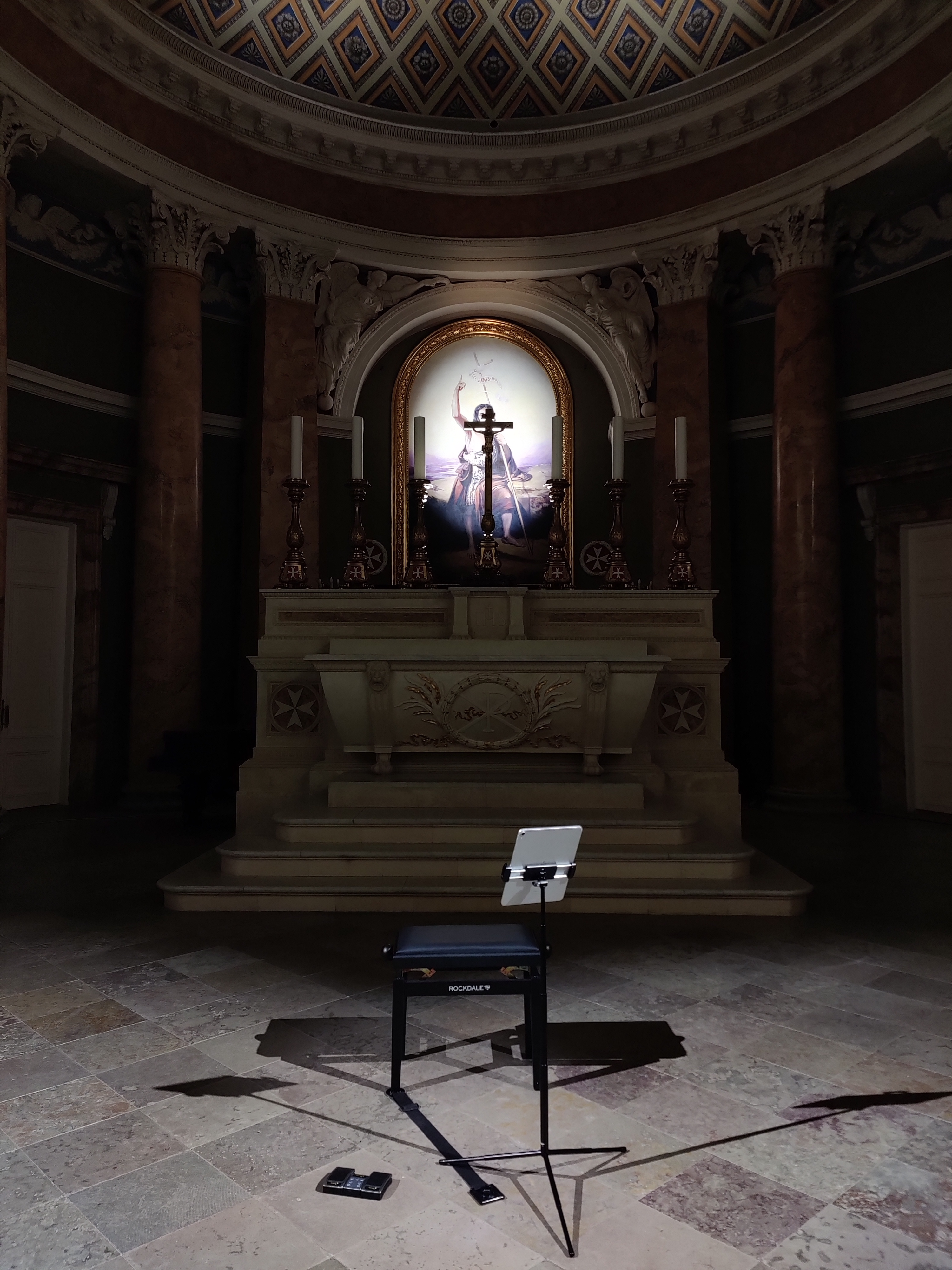

## Sources
- (ru) Cet article est partiellement ou en totalité issu de l’article de Wikipédia en russe intitulé « мальтийская капелла » (voir la liste des auteurs).